# Ptilothrix
Cet article concerne un insecte. Pour la plante, voir Ptilothrix (plante).
Genre
Ptilothrix est un genre d'abeilles américaines de la tribu des Emphorini. Les espèces de ce genre sont solitaires et nichent sous terre.

## Systématique
Le genre Ptilothrix a été créé en 1853 par l'entomologiste britannique Frederick Smith (1805-1879).

## Liste d'espèces
Selon ITIS (26 juin 2022) :
- Ptilothrix albidohirta Brèthes, 1910
- Ptilothrix bombiformis (Cresson, 1879)
- Ptilothrix chacoensis Brèthes, 1910
- Ptilothrix concolor Roig-Alsina, 2007
- Ptilothrix corrientium Strand, 1910
- Ptilothrix fructifera (Holmberg, 1903)
- Ptilothrix heterochroa Cockerell, 1919
- Ptilothrix lynchii Brèthes, 1910
- Ptilothrix nemoralis Roig-Alsina, 2007
- Ptilothrix nigerrima (Friese, 1906)
- Ptilothrix nigrita Friese, 1899
- Ptilothrix plumata Smith, 1853
- Ptilothrix relata (Holmberg, 1903)
- Ptilothrix scalaris (Holmberg, 1903)
- Ptilothrix similis Friese, 1899
- Ptilothrix sumichrasti (Cresson, 1879)
- Ptilothrix tricolor (Friese, 1906)
- Ptilothrix vulpihirta (Cockerell, 1912)
- Ptilothrix fuliginosa (Friese, 1910)